# Straffbalken
Straffbalken var en av nio balkar i 1734 års lag, och nummer sju i ordningen. Den behandlade bland annat verkställande av straff och ersattes tillsammans med Missgärningsbalken av 1864 års strafflag i Sverige och av Strafflagen (19.12.1889/39) år 1889 i Finland.
Straffbalken innehöll bland annat vissa regler om åtal, om verkställighet av dödsstraff och om förvandling av straff.

## På andra projekt
- Wikisource har originalverk som rör Straffbalken 1734.